# 罕朔
罕朔（？—？），姬姓，罕氏，名朔，是公孫鉏的儿子，子罕的孙子，郑国马师。
子皮的族人饮酒没有节制，所以罕朔和子皮氏的关系很坏。前535年二月，罕朔杀了堂兄弟罕魋后逃亡到晋国，韩起向子产询问为罕朔安排什么官职。子产说：“君主的寄居之臣，如果能容他逃避死罪，还敢选择什么官职？卿离开本国，随大夫的班位。有罪的人根据他的罪行降等，这是古代的制度。罕朔在我国的班位，是亚大夫。他的官职，是马师。得罪逃亡，就随您安排了。能够免他一死，所施的恩惠就很大了，又岂敢要求官职？”韩起认为子产答复恰当，让罕朔随下大夫的班位。